# Dick Radatz
Richard Raymond Radatz, né le 2 avril 1937 à Détroit au Michigan, et mort le 16 mars 2005 à South Easton , au Massachusetts, est un lanceur de relève américain. Son imposante stature (1,98m) et une balle rapide intimidante lui ont valu le surnom de "The Monster". Il a fait partie de l'équipe d'étoiles de la Ligue américaine en 1963 et 1964.

## Carrière
Dick Radatz a signé un contrat comme agent libre amateur avec les Red Sox de Boston en juin 1959. Dans les circuits inférieurs, il a d'abord été utilisé comme lanceur partant, mais à la suite de maux de bras Johnny Pesky, son gérant avec l'équipe de Seattle, l'a convaincu de se convertir en releveur.
Il a bien fait dès sa première saison dans l'uniforme des Red Sox, terminant avec une fiche de 9 victoires contre 6 défaites. Les deux saisons suivantes ont été ses plus productives en carrière avec des dossiers de 15-6 en 1963, et de 16-9 l'année suivante, ce qui lui a valu dans les deux cas d'être choisi sur l'équipe d'étoiles de la Ligue américaine. En 1964, il a obtenu un sommet de 29 sauvetages. Lorsqu'il a été échangé aux Indians de Cleveland en 1966, ses 104 sauvetages avec les Red Sox constituaient un record d'équipe qui a tenu jusqu'en 1986. Après son passage à Cleveland, Radatz a complété sa carrière en portant les couleurs des Cubs de Chicago, des Tigers de Detroit et des Expos de Montréal.

## Référence
- Baseball Reference